# Кэшбери
«Кэшбери» — российская финансовая пирамида, существовавшая с 2011 (по другим данным с 2013) года по ноябрь 2018. Была известна своей активной пиар-компанией с привлечением различных знаменитостей. 

## История
МФО «Кэшбери» зарегистрирована в Ростове-на-Дону в 2011 году.
«Кэшбери» предоставляла микрокредиты под 1000 % годовых, за два года широко распространившись по городу и области. Через пять лет произошла смена генерального директора и учредителей, после чего, предположительно, «Кэшбери» стала финансовой пирамидой.
На запустившейся интернет-площадке люди со всей страны могли оформлять как кредиты, так и депозиты. Платформа предлагала несколько вариантов инвестирования (в операции с криптовалютой, недвижимостью, биржевые торги и другие) с доходностью от 200 до 600 % годовых. Доходность по депозитам зависела от количества приглашённых вкладчиков-рефералов. При этом в России холдинг не осуществлял никаких капиталовложений, а участники избегали расчётов в крупных банках.
Велась агрессивная рекламная кампания. Через YouTube-канал организации к вкладчикам регулярно обращался Артур Варданян, представлявшийся основателем «Кэшбери».
Холдинг «Кэшбери» задекларирован как сеть МФК, объединённых в международную структуру. В учредительных документах значатся три Артура Варданяна 1980, 1981 и 1983 годов рождения, и на каждого зарегистрированы разные компании, включая несколько фирм в Лондоне. При проверке выяснилось, что офиса «Кэшбери» по юридическому адресу в столице Англии не существует. В администрации Лондона сообщили, что «Кэшбери» отказалась от аренды ещё в 2017 году.
11 октября 2018 года Артур объявил о временной приостановке деятельности платформы, а 1 ноября — о полном прекращении деятельности.
Когда Центробанк официально признал «Кэшбери» финансовой пирамидой, операции через личные кабинеты стали недоступны. По словам Варданяна, выплаты были прекращены по причине заблокированных счетов самой «Кэшбери». Однако, по данным Центробанка, средства вкладчиков никогда и не попадали на счета фирмы — привлекавшие новых инвесторов люди распределяли полученные деньги по картам физлиц.
Последнее видеообращение вышло 7 декабря 2018 года. В нём Варданян сообщил, что компания якобы начала выплачивать 2−5 % по вкладам, что частично средства инвесторов будут сконвертированы в криптовалюту «Кэшбери», а её цена в будущем многократно возрастёт. Также Варданян в своем обращении заявлял о том, что через несколько месяцев будет запущен новый проект под названием «Global Decentralized Community». Однако, этого не произошло.

## Сведения о «Кэшбери»
1. Пирамида предлагала высокую доходность (200—600 % годовых)[5].
2. На сайте находился калькулятор будущего дохода для возбуждения азарта вкладчиков[3].
3. Большое количество интервью, вебинаров, выездные мероприятия (в регионах) с посещением тысяч людей[3].
4. Привлечение к рекламе пирамиды известных артистов: Николай Басков, Ольга Бузова, Анфиса Чехова, Валерий Меладзе, Сергей Мезенцев[6].
5. Собственный гимн, созданный Николаем Басковым[6].
6. Участник пирамиды получал до 5 % от внесённой суммы привлечённого им новичка[3].
7. Продвижение через канал YouTube[3].
8. Позиционирование как международная компания «Cashberry Limited»[3].
9. Позиционирование как микрофинансовая компания[3].

## Проблема определения финансовой пирамиды
Основатели «Кэшбери» пользовались изъянами в российском законодательстве, которое не позволяет предотвратить появление финансовых пирамид. Мошенник может избежать уголовного преследования, если докажет, что собранные средства пошли на выплаты и не были присвоены. Для доказательства виновности нужно обнаружить личное имущество организатора пирамиды, приобретённое на деньги вкладчиков. На практике это слишком затруднительно.

## Вмешательство Центробанка
В сентябре 2018 года Центробанк официально признал компанию «Кэшбери» финансовой пирамидой.

Стремительный взлет «Кэшбери» был прерван российским Центробанком, который инициировал проверку группы российских и зарубежных компаний, действующих под единым брендом. «Кэшбери» работала в России несколько лет, росла и расширялась, но — и это любопытно — массовых жалоб от вкладчиков до решения Центробанка не поступало.
<…>
Генеральная прокуратура подала иск о блокировке сайтов cashbery.com и кэшбери. рф (сейчас они уже не работают, а по первому адресу находится новый проект Варданяна GDC — Global Decentralized Community).
— Esquire
До сих пор не ясно, что послужило причиной вмешательства Центробанка. Есть мнение, что последней каплей стал факт создания в Великобритании в августе 2018-го новой компании, Cashbery International Limited.
Вкладчики пирамиды потеряли примерно 3 миллиарда рублей.

## Суд против Ольги Бузовой и Николая Баскова
Житель Анапы, Дмитрий Ружников, подал в суд на знаменитостей.
Вложив все свои накопления, он не получил ничего. Депозит мужчины составил 880 тысяч рублей.

Басков пел, что все станут миллионерами. Я до этого никуда деньги не вкладывал, я просто поверил, раз такой артист рекламирует, и я туда все свои деньги вложил, и все они у меня пропали. Я теперь остался без средств к существованию. У меня было пять операций на кишечнике, сахарный диабет, гипертония, инвалидность первой группы, ДЦП, мне надо было на эти деньги лететь в Израиль на реабилитацию, теперь у меня все это накрылось медным тазом.

В суде истец требовал вернуть свои деньги, а также выплатить ему моральную компенсацию в размере ста тысяч рублей.
7 мая 2019 года Кунцевский суд Москвы отказал в иске.

## Множественность «Кэшбери»
По информации lenta.ru от 18 октября 2018 года, на сайте «Кэшбери» во вкладке «О компании» написано:

«с 2016 года „Кэшбери“ представляет собой группу компаний, куда входит Микрокредитная Компания „Варшава“, Общество с ограниченной ответственностью „Кэшбери“ и английская компания Cashbery Limited, координирующая работу платформы для инвесторов».

В то же время на странице «Вопросы и ответы» указано: в холдинг входят российская компания ООО «Кэшбери» и английская Cashbery Limited, а МКК «Варшава» не упоминается.
В июле 2018 года в состав холдинга «Кэшбери» входили четыре организации, из которых на 18 октября 2018 года осталась лишь английская — Cashbery Limited. Из списка исчезли такие структуры, как: ООО МФО «Кэшбери», МКК «Хризолит» и МКК «Сардоникс».
Алексеев Роман Алексеевич — гендиректор и учредитель ООО МФО «Кэшбери», зарегистрированной в Ростове-на-Дону 20.03.2013. На Романа по тому же адресу 20.11.2016 была зарегистрирована и ООО «Кэшбери». Он руководит ещё десятком юридических лиц, бо́льшая часть которых (включая ООО МФО «Кэшбери») находится в процессе ликвидации. Обе компании имеют уставный капитал в размере десяти тысяч рублей.
На Шестакова Ивана Александровича в Екатеринбурге 20.09.2018 зарегистрировано ещё одно «ООО Кэшбери» с уставным капиталом в сто тысяч рублей.
Существует и ООО «Кэшбери Холдинг» в лице Валиуллиной Полины Викторовны, контроллирующей МКК «Сардоникс» и «Хризолит», зарегистрированные 03.07.2017 и исключённые Центробанком из реестра участников микрофинансового рынка спустя несколько месяцев.